# Zlatikasti krešič
Zlatikasti krešič (znanstveno ime Carabus auronitens) je vrsta krešičev, ki je razširjena tudi v Sloveniji in je uvrščen na seznam zavarovanih živalskih vrst.

## Opis
Dolžina telesa pri odraslih osebkih znaša od 18 do 32 mm. Elitre in glava teh hroščev so bleščeče in posejane z vdolbinami, barve pa so različne. Obstajajo primerki z rdeče-zlatimi, rdeče-zelenimi in redkeje modrimi odtenki. Vzdolž eliter potekajo tri temne žile. Noge so na spodnjem delu črne, zgornji del nog je rdeč. Prvi členi tipalk so rdeči, nadaljnji pa so črne barve.
Od sorodne vrste, zlatega krešiča, se loči po barvi žil, ki potekajo vzdolž eliter, ki so pri zlatem krešiču zeleno-zlate barve ter po tipalkah. Pri zlatem krešiču so prvi štirje členi tipalk rdeči.

## Razširjenost in biologija
Zlatikasti krešič je razširjen v osrednji, vzhodni in zahodni Evropi, ne pa tudi v severni Evropi in na južnem delu pirenejskega polotoka. Zadržuje se v hladnih in vlažnih listnatih in mešanih gozdovih ter na višje ležečih travnikih, kjer se pojavlja od maja do septembra. So nočno aktivni plenilci, ki plenijo majhne nevretenčarje. Prezimujejo odrasli osebki, ki zimo preživijo pod lubjem, v štorih in v odmrlem lesu.